# Дреннан, Томми
Томми Дреннан (англ. Tommy Drennan, 1941 — 11 июля 2024) — ирландский певец.
Дреннан родился в районе Джейнсборо в Лимерике и получал образование в школе при монастыре, прежде чем перейти в школу Лимерик CBS. Впервые он познакомился с пением, когда присоединился к местному церковному хору в качестве сопрано в возрасте 11 лет. Исполнение Дреннаном песни «Святая ночь» в 1953 году принесло ему известность. Позже он изучал вокал в Королевской ирландской музыкальной академии. За это время Дреннан стал первым лауреатом премии Feis Ceoil, появился в нескольких получасовых программах классических песен для Radio Éireann, а также регулярно появлялся на Ольстерском телевидении в программе «Чаепитие с Томми».
Дреннан гастролировал в качестве солиста с «The Freshmen», а затем стал солистом шоу-группы The Monarchas из Лимерика. Группа выпустила несколько альбомов под лейблом EMI и выпустила множество хит-синглов, которые заняли первое место в ирландских чартах, включая версию O Holy Night 1972 года, в которой его оригинальная запись 1953 года объединилась с современной версией. Дреннан также дошёл до полуфинала в национальном отборе на Евровидение 1968 года.
Дреннан умер в Милфордском медицинском центре 11 июля 2024 года в возрасте 83 лет.